# Partit Reformista Estonià
El Partit Reformista Estonià (estonià: Eesti Reformierakond) és un partit polític d'Estònia. El partit ha estat membre ple de la Internacional Liberal des de 1996, sent-ne membre observador entre 1994-1996, i és membre ple del Partit dels Liberals Demòcrates i Reformistes Europeus.
El partit ha governat en coalició diverses vegades: de 1995 a 1997 amb l'ara desaparegut Partit de la Coalició Estoniana, de març de 1999 a desembre de 2001 en un govern tripartit amb la Unió Pro Pàtria i el Partit Socialdemòcrata, de gener de 2002 a març de 2003 amb el Partit del Centre, i de març de 2003 a març de 2005 amb cap de Res Pública i Unió del poble. Ansip ha estat primer ministre d'Estònia des d'abril de 2005, i altres ministres, inclòs Urmas Paet, són membres del partit. Des de mitjans dels anys 1990, el Partit Reformista has participat en la majoria de les coalicions de govern a Estònia, de manera que la seva influència en les polítiques ha estat important, especialment pel que fa a la política fiscal i les polítiques d'abaixar impostos.

## Orientació ideològica
Ideològicament, el Partit de la Reforma és representatiu del conservadorisme liberal i el pensament llibertari dels economistes Friedrich Hayek i Milton Friedman. El Partit de la Reforma és el partit econòmicament més liberal de l'escenari polític d'Estònia.
- El partit dona suport a l'impost de societats estonià al 0% sobre rendes reinvertides i persegueix eliminar l'impost de dividends.
- El partit vol retallar els tipus de l'impost de taxa única del 22% (en 2007) al 18% cap a 2011
- El partit s'oposa a l'increment de l'IVA (l'IVA actual està al 18%)
- El partit vol acabar amb el servei militar obligatori introduint el voluntari.

## Resultats electorals

### Eleccions legislatives
| Any  | Líder        | Vots    | %         | Escons   | +/– | Govern             |
| ---- | ------------ | ------- | --------- | -------- | --- | ------------------ |
| 1995 | Siim Kallas  | 87,531  | 16.2 (#2) | 19 / 101 | Nou | Oposició (1995)    |
| 1995 | Siim Kallas  | 87,531  | 16.2 (#2) | 19 / 101 | Nou | Coalició (1995–96) |
| 1995 | Siim Kallas  | 87,531  | 16.2 (#2) | 19 / 101 | Nou | Oposició (1996–99) |
| 1999 | Siim Kallas  | 77,088  | 15.9 (#3) | 18 / 101 | 1   | Coalició           |
| 2003 | Siim Kallas  | 87,551  | 17.7 (#3) | 19 / 101 | 1   | Coalició           |
| 2007 | Andrus Ansip | 153,044 | 27.8 (#1) | 31 / 101 | 12  | Coalició           |
| 2011 | Andrus Ansip | 164,255 | 28.6 (#1) | 33 / 101 | 2   | Coalició           |
| 2015 | Taavi Rõivas | 158,885 | 27.7 (#1) | 30 / 101 | 3   | Coalició (2015–16) |
| 2015 | Taavi Rõivas | 158,885 | 27.7 (#1) | 30 / 101 | 3   | Oposició (2016–19) |
| 2019 | Kaja Kallas  | 162,332 | 28.8 (#1) | 34 / 101 | 4   | Oposició (2019–21) |
| 2019 | Kaja Kallas  | 162,332 | 28.8 (#1) | 34 / 101 | 4   | Coalició (2021–23) |
| 2023 | Kaja Kallas  | 190,632 | 31.2 (#1) | 37 / 101 | 3   | Coalició           |

### Eleccions europees
| Any  | Líder             | Vots   | %          | Escons | +/– | Grup |
| ---- | ----------------- | ------ | ---------- | ------ | --- | ---- |
| 2004 | Toomas Savi       | 28,377 | 12.2 (#3)  | 1 / 6  | Nou | ALDE |
| 2009 | Kristiina Ojuland | 79,849 | 15.3 (#3)  | 1 / 6  | =   | ALDE |
| 2014 | Andrus Ansip      | 79,849 | 24.3 (#1)  | 2 / 6  | 1   | ALDE |
| 2019 | Andrus Ansip      | 87,158 | 26.2 (#1)  | 2 / 7  | =   | RE   |
| 2024 | Urmas Paet        | 66,017 | 17.93 (#3) | 1 / 7  | 1   | RE   |